# Scabiosa intermedia
Scabiosa intermedia är en tvåhjärtbladig växtart som först beskrevs av George Edward Post, och fick sitt nu gällande namn av Joseph Friedrich Nicolaus Bornmüller. Scabiosa intermedia ingår i släktet fältväddar, och familjen Dipsacaceae. Inga underarter finns listade i Catalogue of Life.